# موتور ولی محمد
موتور ولی محمد روستایی در دهستان ریگ ملک بخش ریگ ملک شهرستان میرجاوه استان سیستان و بلوچستان ایران است.

## جمعیت
بر پایه سرشماری عمومی نفوس و مسکن در سال ۱۳۹۵ جمعیت این مکان ۵۱ نفر (۱۹خانوار) بوده‌است.